# Швинторог
Швинторог, также Свентоград, Свинторог — в литовской мифологии и легендарной истории культурный герой, князь, основатель особой погребальной традиции. Персонаж сказания о Палемоновичах, включённого в белорусско-литовские летописи.

## Краткие сведения
Информация о Свинтороге Утенусовиче находится в легендарной части белорусско-литовских летописей, которые являются различными списками и компиляциями Хроники Великого княжества Литовского и Жомойтского. Эта часть летописи представляет собой генеалогическую легенду (легенду о Палемоновичах), созданную в 20-х годах XVI века.
Легенда начинается с сообщения как 500 семей римской «шляхты» времён императора Нерона прибыли в Литву морем. Она призвана показать древность и знатность четырёх родов, игравших значительную роль в Литовском княжестве начала XVI века. По мнению Улащика, инициаторами её создания были Гаштольды. В легенде персонально называются только четыре из прибывших и указывается к какому гербу они принадлежали: Довспрунк герба Китоврас, Прешпор герба Колюмны, Ульянус герба Урсеин и Гектор герба Рожи.
Согласно легенде Швинторог — великий князь новогрудский, сын князя Утенуса, герба Китоврас. Во всех списках, за исключением одного есть раздел, озаглавленный «О княжати литовском Швинторозе, сыне Утенусовом», в котором сообщается, что после смерти новогрудского князя Рынгольта «…панове, жалуючи господара своего прырожоного, и узяли себе господарем князя литовскаго и жомойтского, сына Утенусова с Китоврасу, Швинтрогайло». Швинторг стал править в Новогрудке, а его отец Утенус оставался князем Литвы и Жемайтии. После смерти Утенуса Швинторог стал еще и князем Литвы и Жемайтии, объединив тем самым под одним началом три части государства, которое стало называться Великим княжеством Литовским, Жемайтским и Новгородским и Русским. Объединение произошло без применения силы.
В работах польского хрониста XVI века Матея Стрыйковского «О началах, истоках, достоинствах, делах рыцарских и внутренних славного народа литовского, жмудского и русского, доселе никогда никем не исследованная и не описанная, по вдохновению божьему и опыту собственному» и «Хронике польской, литовской, жмудской и всей Руси» также содержится основанная на летописях легенда о Палемоновичах. Однако местами есть разница: более у «Начал» и менее у «Хроники». По мнению Улащика, в «Началах» Стрыйковский больше фантазировал, а в «Хронике» более следовал летописям, которые тоже были достаточно фантастическими.
Согласно «Начал» Стрыйковского Швинторог умер в Новогрудке.
По мнению исследователя белорусско-литовских летописей Н. Н. Улащика с именем Швинторога не связано никаких событий, но он является звеном, которое переносит центр внимания летописей с Новогрудка в Вильно. Предание о Швинтороге является связующим звеном между мифологическими персонажами князьями легенды о Палемоне и реальными историческими личностями. Со Скирмонтом уже связаны реальные события.
В литовской мифологии Швинторог — основатель особой погребальной традиции. Согласно легенде из летописей и работ Стрыйковского он перед смертью попросил своего сына Гермонта сжечь его тело на мысу, где река Вильна впадает в реку Велья, и впредь только в этом месте осуществлять обрядовые сожжения умерших литовских князей. Эта долина с тех пор называется Швинтороговой. Согласно мнению лингвистов В. В. Иванова и В. Н. Топорова Swintoroh происходит от литовского šveñtas — «священный» и rãgas — «рог, мыс, нос». Для выполнения погребального обряда Гермонт вырубает лес в долине и вместе с жрецами приносит в жертву богам домашних животных. Тело Швинторога сжигают на костре вместе с оружием, конем, охотничьими собаками, соколом и любимым слугой. В костер бросают медвежьи и рысьи когти, чтобы Швинторог мог в судный день подняться на крутую гору, где будет восседать бог .

## Комментарии
1. ↑  Известны шесть летописей, содержащих легенду — Археологического общества, Красинского, Рачинского, Ольшевская, Румянцевская, Евреиновская, все являющиеся различными редакциями и списками Хроники Великого княжества Литовского и Жомойтского и две хроники — хроника Быховца и Хроника литовская и жмойтская, являющаяся компиляцией XVII века (Улащик, 1985, с. 130)
2. ↑  летопись Красинского